# Frederic Edwin Church

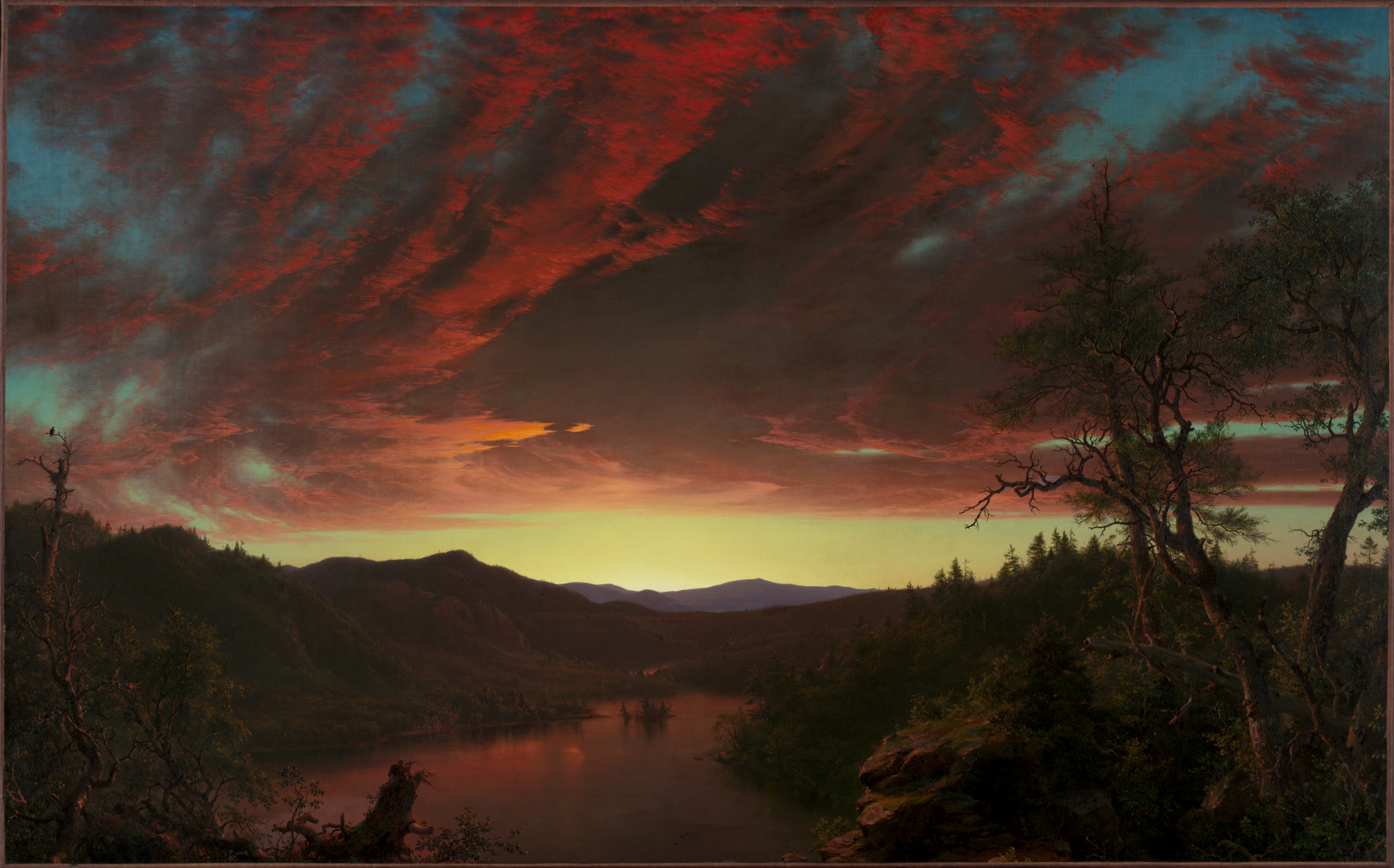
Alkony a vadonban, 1860

Frederic Edwin Church (Hartford, Connecticut, 1826. május 24. – New York, 1900. április 7.) amerikai festő, tájképfestő (jacksoni korszak, Hudson River School, luminista irányzat).

## Élete
Tizennyolc éves korában lett az előző generáció amerikai festőóriásának, a Hudson River School néven ismertté vált tájképfestői irányzatot útjára indító Thomas Cole-nak (1801-1848) a tanítványa a New York állambeli Palenville-ben. Öt évvel később, 1849-ben már a National Academy of Design tagja. Első jelentősebb művét a hartford-i Wadworth Atheneum, az Egyesült Államok legrégibb művészeti múzeuma vásárolta meg. 1848-ban New Yorkban nyitott műtermet.
Church abban különbözött a Hudson River School többi festőjétől, hogy rengeteget utazott. Míg Cole-ék leginkább a Hudson folyó vidékének szelídebb tájait festették, Church nemcsak az akkori Egyesült Államok, hanem az egész amerikai kontinens afféle utazó tájképfestője volt. (Latin-Amerika iránti érdeklődése persze az ő realista nemzedékétől nem volt már cseppet sem szokatlan). Az Andok szíve (The Heart of the Andes) című festményét, amely egy füstölgő ecuadori vulkánt ábrázol, 1859-ben leplezte le New Yorkban. Egy különlegesen megvilágított, lefüggönyözött (és nem mellékesen pálmalevelekkel díszített) helyiségben helyezte el, így kíváncsi közönségétől mindjárt belépti díjat is szedhetett. (Arról is tudunk, hogy a panorámakép megtekintőinek azt javasolta, munkáját távcsővel, vagy ha nincs, legalább egy csövön át szemléljék). Az Andok szívét végül 10 000 dollárért adta el, ami akkor a legnagyobb összeg volt, amit élő amerikai művész alkotásáért valaha kifizettek.

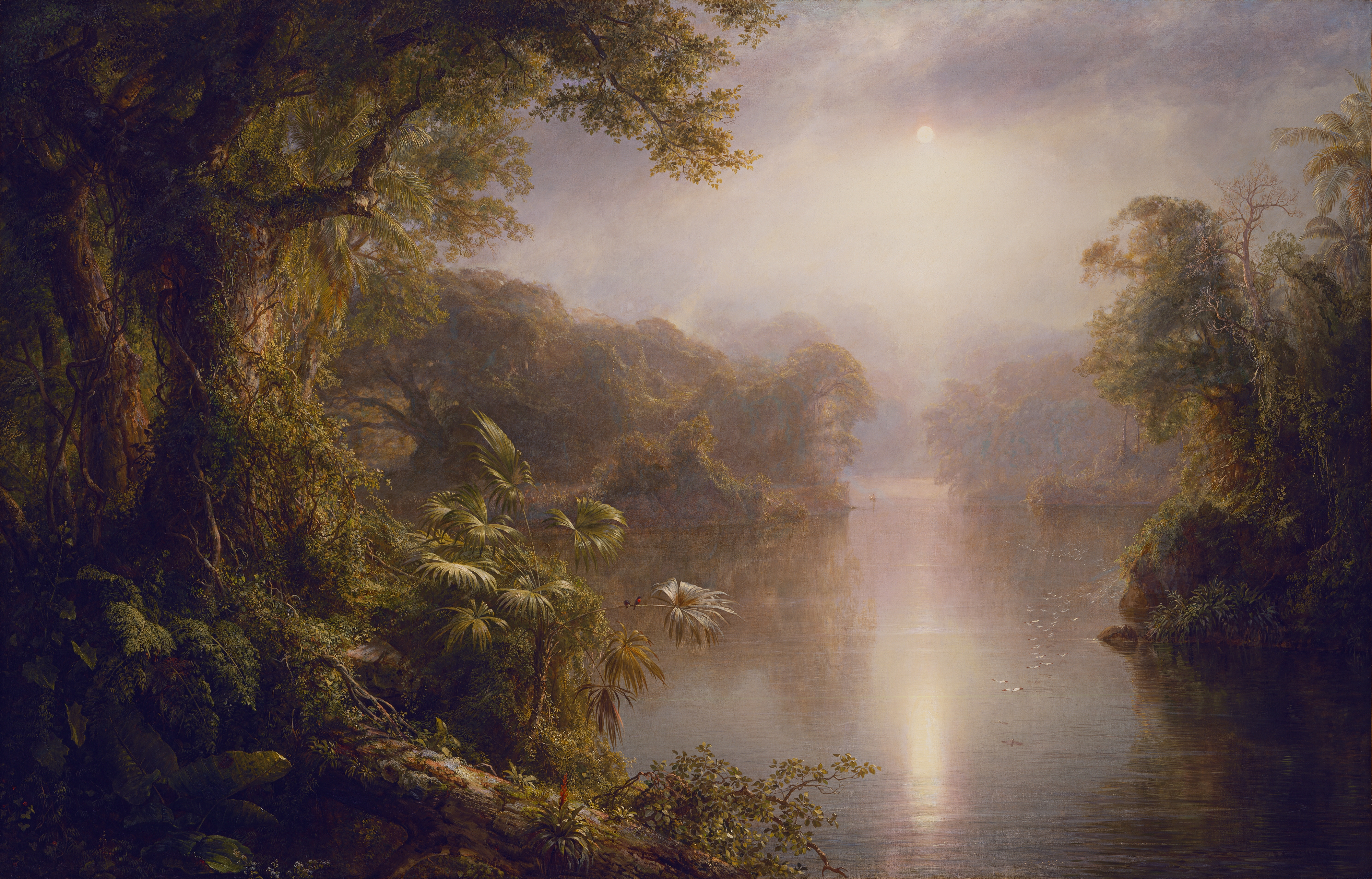
Reggel a trópusokon, 1877

Legtöbb képe vízszintesen álló vászonra festett panorámakép, amelyek sokszor mélységükben is hatalmas teret fognak át. Képeire jellemzőek a kéknek és a pirosnak az azúrtól a liláig, valamint a narancssárgától a sötétvörösig terjedő árnyalatai. Az ég mindig élénk, és gyakran irreális színű. (A fényhatás visszaadásának e csak rá jellemző, eredeti módja miatt Church-öt egyesek nem is sorolják a luminista irányzathoz). Church az egyesült államokbeli tájat lenyűgözően vadnak és misztikusnak, szinte a Teremtést közvetlenül követő állapotában ábrázolja. Mindez a Manifest Destiny-t, a kornak azt a – sovinizmustól nem mentes – ideológiáját tükrözi, amely szerint az Egyesült Államok népe Isten által arra van elhivatva, hogy demokratikus társadalmának erkölcseit és intézményrendszerét az akkor még civilizálatlan területekre is kiterjessze, határait pedig ennek érdekében még nyugatabbra tolja. (Church egyébként sosem járt az amerikai Nyugaton). Lobogónk az égen (Our Banner in the Sky) című tájképe a vad, erdőkkel borított táj fölött az alkonyat fényétől vörösen izzó felhőket, és köztük a csillagos égnek egy kék mezőben előbújó darabját tárja a szemlélő elé (utalással az amerikai csillagos-sávos zászlóra).
Church 1860-ban vásárolt egy farmot a New York állambeli Hudsonben, és elvette Isabel Carnes-t. Első két kisfia hamarosan meghalt, de pár évvel később mégis négy gyermek apja lett. A családi farm mögötti hegyen egy nagyobb területet vett, mégpedig azért, mert az lenyűgöző kilátást nyújtott a Hudson folyó völgyére és a Catskills-hegységre.
1867-ben családjával együtt európai és közel-keleti körutat tett, de későbbi festményein nem igazán érzékelhető az élmények hatása. Más amerikai festőktől eltérően Európa sem tájaival, sem a régi mesterek munkáival nem vonzotta annyira, hogy hosszabb ideig ott maradjon: Church az amerikai táj festője volt. Hazatérése után viszont romantikus hegyoldali birtokán egy eklektikus stílusú, közel-keleti jegyeket viselő kastély építésébe kezdett, amely az Olana nevet kapta. A nevezetesség ma is áll és látogatható.